# Mouvement Massorti
Pour les articles homonymes, voir Massorète.
 (mars 2020).
Si vous disposez d'ouvrages ou d'articles de référence ou si vous connaissez des sites web de qualité traitant du thème abordé ici, merci de compléter l'article en donnant les références utiles à sa vérifiabilité et en les liant à la section « Notes et références ».
Le judaïsme Massorti (appelé Conservative Judaism aux États-Unis et au Canada) est l'un des courants du judaïsme contemporain. Développé sur les bases du judaïsme positif-historique défini par Zacharias Frankel, il revendique une Halakha évolutive, adaptée aux contraintes de la vie moderne tout en conservant un cadre traditionnel notamment quant au culte.
Ce mouvement a acquis au XXe siècle une position privilégiée dans le judaïsme américain, offrant une pratique moins contraignante que celle du judaïsme orthodoxe tout en laissant une plus grande place aux traditions que dans le judaïsme réformé. Sa position mitoyenne entraîne cependant des différences sensibles entre diverses congrégations Massorti, voire des schismes internes, comme en 1963 avec la création du judaïsme reconstructionniste par Mordecai Kaplan, ou vingt ans plus tard avec la création de l'Union for Traditional Judaism (en) par David Weiss Halivni. À l'orée du XXIe siècle, le mouvement semble connaître un déclin aux États-Unis[réf. nécessaire] tandis que des centres Massorti sont fondés ailleurs dans le monde.

## Origines
Dans le contexte historique d'émancipation des Juifs, caractéristique du XXe siècle, les tensions entre société moderne et mode de vie traditionnel des communautés juives étaient devenues plus aiguës. Naquirent alors divers courants encourageant les Juifs à embrasser la modernité et à se mêler à la société extérieure dans tous les domaines.
Aussi, des rabbins occidentaux, formés aux idées de la Haskala, ont cherché à concilier judaïsme et modernité. L'un d'entre eux, le rabbin allemand Zacharias Frankel (1801-1875), fonda en 1854 le premier séminaire rabbinique moderne, liant étude traditionnelle juive et cursus universitaire : le Séminaire théologique juif (Juedisch-Theologisches Seminar) de Breslau. Devenu un modèle du genre, ce séminaire donna naissance au mouvement Massorti, appelé également « historique positiviste » puis « conservateur ». Massorti est un nom forgé à partir du radical hébreu MSR (מסר) qui signifie à la fois « tradition » et « transmission ».
Le mouvement Massorti se distingue aussi bien du mouvement réformé, qui pensait que les règles de la Halakha (système juridique de la Loi orale fondée sur le Talmud) n'étaient plus contraignantes, que des orthodoxes, qui n'acceptaient aucun changement à son interprétation traditionnelle. Le rabbin Frankel soutenait que la Halakha devait absolument être observée, mais que son interprétation devait être souple pour permettre une adaptation optimale des Juifs aux besoins des temps. Il trouvait la justification de cette position, définie comme historique et positive, dans l'histoire du judaïsme, qui montrait clairement que la loi avait fait autrefois l'objet de nombreuses interprétations différentes avant d'être figée par certains groupes à partir du Moyen Âge. Dans l'approche Massorti du judaïsme, la recherche historique tient un rôle important et Zacharias Frankel associa l'historien Heinrich Graetz à la création du séminaire rabbinique de Breslau.
Le séminaire de Breslau fondé par Zacharias Frankel eut une très forte influence sur le judaïsme européen et un grand nombre de rabbins de toute l'Europe y firent leur formation, y compris quelques rabbins germanophones du consistoire français. Mais si ce séminaire créait un état d'esprit, il ne créait pas encore un mouvement organisé. Le séminaire de Breslau servit de modèle à d'autres séminaires rabbiniques, notamment le séminaire de Budapest qui ne cessa de fonctionner jusqu'à aujourd’hui et fut à l’origine du courant néologue hongrois. De la sorte, l'état d'esprit de Breslau, celui d'un judaïsme à la fois traditionnel et moderne, était dominant dans toute une partie du judaïsme européen avant la Shoah.
Il correspondait au judaïsme d'un penseur comme Franz Rosenzweig qui influença beaucoup la pensée Massorti.
Le mouvement Massorti ne devint vraiment organisé sous le nom de Conservative Judaism qu'avec son implantation aux États-Unis, marquée par la restructuration en 1902 du Jewish Theological Seminary of America de New York par le rabbin Solomon Schechter, sommité talmudique d'origine européenne, venu dynamiser le judaïsme américain en plein essor démographique du fait des grandes vagues d'immigration en provenance d'Europe de l'Est.
Rabbi Solomon Schechter parvint à attirer nombre de grands chercheurs et érudits juifs de l'époque et fit ainsi du Jewish Theological Seminary of America l'institution juive universitaire la plus prestigieuse pour plusieurs décennies. Les enseignants au Jewish Theological Seminary of America les plus fameux furent notamment : Solomon Schechter, Louis Ginzberg, Alexander Marx, Saul Lieberman, Haim Dimitrovsky, Mordecai Kaplan, Simon Greenberg, Chaïm Potok, David Weiss Halivni.
Le terme conservative (conservateur) exprime le désir de conserver les règles de la Halakha comme gouvernance de la vie juive et les rites traditionnels en opposition au mouvement du judaïsme réformiste. Le nom de Masorti (Massorti en français), issu de l'hébreu massoret (chaîne de transmission, tradition), est préféré en dehors des États-Unis où le mouvement compte quelque 840 communautés. Il est présent sur tout le continent américain, en Europe et en Israël.

## Principes

### Attachement à la Halakha
Le mouvement Massorti considère que le devenir spirituel repose sur l'observation des mitzvot (commandements divins) rituels et moraux et que la Halakha est une composante essentielle de l'observance préconisée par la Torah. Pour le mouvement Massorti, il existe une obligation religieuse de respecter le système des mitzvot. Néanmoins, la Halakha est intrinsèquement dynamique et en changement. Il faut constamment tenir compte dans son observance des nouveaux contextes socio-historiques. C'est pourquoi le mouvement Massorti s'oppose à une vision trop conservatrice de la Halakha et considère que certaines questions importantes (comme la situation des femmes dans le judaïsme) doivent être discutées sur les bases anciennes mais dans une perspective nouvelle. Le judaïsme Massorti prône l'observance des différentes règles rituelles : respect du Shabbat, de la cacherout, des divers rites synagogaux et familiaux. Il existe aux États-Unis un Committee on Jewish Law and Standards, comité rabbinique qui est chargé depuis 1920 de statuer sur diverses questions de la Halakha ; ce comité a rédigé de nombreuses responsa sur les sujets les plus divers.

### Judaïsme, féminisme et homosexualité
Dans le respect du dynamisme propre de la Halakha, pour refléter la position de plus en plus active des femmes dans la société, le mouvement Massorti tend à leur offrir une plus grande représentativité et responsabilité dans la vie religieuse et sociale ; dans les synagogues Massorti, les offices sont mixtes et les femmes participent de manière égalitaire à la lecture de la Torah. Depuis les années 1980, il existe des femmes rabbins Massorti. En 1985, Rabbi Amy Eilberg est devenue la première femme rabbin dans le Judaïsme Massorti. Depuis, 187 femmes ont été ordonnées rabbins par le mouvement (chiffres de 2011). Cependant, ce point ne fait pas l'unanimité du mouvement et il existe quelques synagogues Massorti refusant l'égalitarisme et l’ordination des femmes.
Le débat sur la position des femmes dans le judaïsme a soulevé de grands débats au sein du mouvement Massorti. Une importante littérature a été écrite à ce sujet, notamment dans le domaine de la Halakha où des dizaines de Responsa ont été écrites par les décisionnaires massorti.
Le mouvement Massorti a également cherché à prévenir le problème des Agunot (femme dont le mari refuse ou ne peut donner le Guet, acte de divorce) et préconise l'introduction d'une clause avant les kedouchin (mariage religieux) permettant le cas échéant d'annuler celui-ci. Dans le mouvement Massorti, le divorce se fait de façon classique avec la remise d'un Guet écrit selon les exigences de la Halakha.
Depuis avril 2012, le mouvement Massorti d'Israël approuve l'ordination des rabbins homosexuels et lesbiennes, toujours dans un souci de compréhension des enjeux de la société pour le judaïsme.
Ainsi donc, deux ans plus tard, Mikie Goldstein devenait le premier rabbin homosexuel d'Israël. Il œuvre à Rehovot en Israël.

### Approche intellectuelle du judaïsme
La liberté de conscience et d'expression étant un droit fondamental et inaliénable et la probité intellectuelle un devoir, l'utilisation de méthodes modernes et scientifiques dans l'approche des textes traditionnels est admise, et le libre examen des normes et des idées est encouragé. Cela offre aux rabbins du courant Massorti une grande liberté intellectuelle et de ton. Un rabbin Massorti a une formation qui intègre la recherche historique et archéologique. Le mouvement Massorti a créé plusieurs institutions de recherche universitaire du judaïsme (séminaire de Breslau, de Budapest, de New-York, de Los Angeles, de Jérusalem) et cultive des relations étroites avec le monde universitaire.

### Vision humaniste
Le mouvement Massorti, conformément à sa vision humaniste du judaïsme, encourage les rapports de convivialité et d'entraide avec les non-juifs, tout en s'opposant à l'assimilation. Il est engagé dans le dialogue inter-religieux qu'il cherche à promouvoir. Le rabbin Abraham Heschel fut à la pointe du dialogue avec l'Église à l'approche de Vatican II et rencontra le Pape en ce sens. En France, le rabbin Rivon Krygier fut le premier rabbin officiellement invité à intervenir pour une conférence à la cathédrale Notre-Dame de Paris.
Sur la question de la conversion au judaïsme, le mouvement Massorti considère ce phénomène naturel et positif et ne cherche pas à faire obstacle aux candidats à la conversion au judaïsme tout en exigeant l'application des normes de la Halakha classique dans le processus de conversion.

### Sionisme
Sur la question d'Israël, le mouvement Massorti a soutenu le sionisme dès la fin du XIXe siècle, y voyant l'expression légitime du judaïsme historique et des droits du peuple juif à l’autodétermination. Il soutient les efforts d'intégration des nouveaux immigrants (olim) mais ne prend pas position sur les questions de sécurité qui divisent la société israélienne et affiche une claire volonté de ne pas trop mêler la religion au politique dans le respect des principes d'une démocratie moderne.

## Organisation du mouvement
Le mouvement Massorti est unifié au niveau mondial par les Massorti Olami, représentants des congrégations affiliées dans les Amériques, en Europe, en Afrique, en Asie et en Australie. Massorti Olami unit un certain nombre de petites organisations nationales et régionales, y compris :
- la Synagogue Unie du judaïsme conservateur (USCJ) aux États-Unis et au Canada ;
- l'Assemblée des synagogues Massorti dans le Royaume-Uni ;
- Massorti Europe dans l'Europe ;
- Masorti AmLat de l'Amérique du Sud.

L'association internationale des Rabbins conservateur / Massorti est connu comme l'Assemblée rabbinique ; l'association Cantors Assembly est l'organisation de chazanim. Le mouvement mondial jeunesse est connu comme le NOAM (un acronyme pour No'ar Massorti) ; son chapitre nord-américain est appelé l'United Synagogue Youth.

### En France
En France, le mouvement Massorti fait son apparition dans les années 1980 avec une philosophie à la fois traditionaliste et en quête d'un judaïsme plus adapté à la société en mutation. Le mouvement Massorti se situe donc entre le judaïsme libéral et le judaïsme consistorial.
La principale communauté Massorti française, la synagogue Adath Shalom, à Paris dans le 15e arrondissement, a pour rabbin Rivon Krygier jusqu'à sa retraite en 2025. En 2025, Josh Weiner est nommé rabbin d'Adath Shalom. En septembre 2009, le petit groupe d'Adath Shalom Est est devenu DorVador dans le 20e arrondissement, deuxième communauté massorti de la région parisienne, dont le rabbin est Yeshaya Dalsace. Maayane Or à Nice a pour rabbin depuis septembre 2009 David Touboul qui succède à Yeshaya Dalsace (venu à Nice en 2000). En 2007, la communauté Judaica de Marseille a rejoint le mouvement Massorti. D'autres communautés massorti ont depuis vu le jour : Or Chalom à Aix en Provence, Neve Shalom à Saint-Germain-en-Laye et Beth Tikva à Toulouse. Le mouvement Massorti français organise un séminaire annuel d'étude juive sous l'égide du rabbin Yeshaya Dalsace et assure toute l'année un enseignement de diverses matières juives par internet.
En 2011 est fondée l'association Marom-Paris, émanation française du groupe international Marom (signifiant en hébreu « hauteur ») destinée aux étudiants et jeunes adultes proches des communautés Massorti.

### Aux États-Unis et au Canada

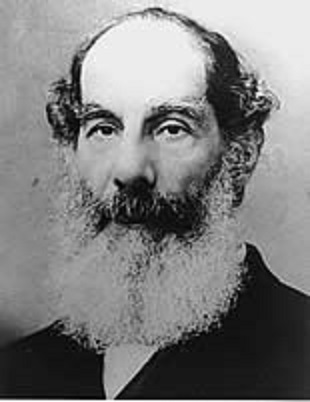
Portrait du Rabbi Sabato Morais.

Les différences entre les branches les plus modernes et traditionnelles du judaïsme atteignent leur paroxysme en 1883, au « Banquet trefa » au pavillon de Highland House Entertainment, aux États-Unis, lors de la première promotion du Hebrew Union College de Cincinnati. L'adoption de la plateforme de Pittsburgh en 1885, qui rejette l'observance des commandements rituels et du peuple juif élu, crée un schisme entre le mouvement réformiste et des Juifs américains plus traditionnels.
En 1886, les rabbins Sabato Morais et H. Pereira Mendes fondent le Jewish Theological Seminary (JTS) à New York comme une alternative plus traditionnelle à la Hebrew Union College des réformistes. Au tournant du siècle, le Séminaire manque de sources de financement. Cette situation est résolue grâce aux efforts de Cyrus Adler, professeur de langues sémitiques à l'université Johns-Hopkins et fondateur de la Jewish Publication Society. Adler convainc un certain nombre de juifs réformistes fortunés (dont Jacob Schiff, David et Simon Guggenheim, Mayer Sulzberger, et Louis Marshall) de contribuer chacun pour 500 000 $ américains au JTS.

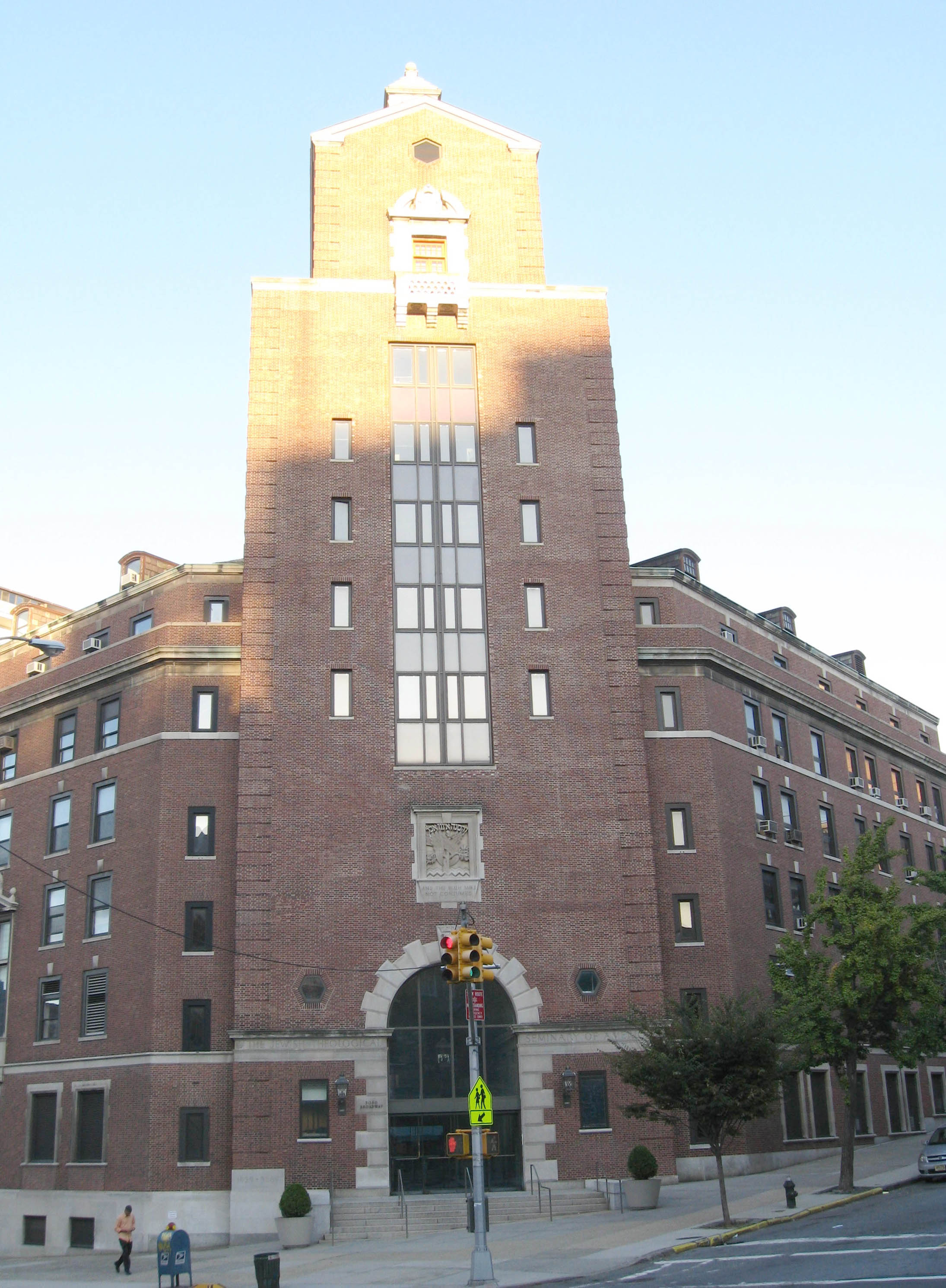
Le Jewish Theological Seminary aux États-Unis.

Le mouvement Massorti gère un certain nombre de séminaires rabbiniques. En 1902, Solomon Schechter, alors professeur de Talmud à l'Université de Cambridge, accepte l'invitation de devenir président du JTS. Sous la direction de Schechter, le JTS attire d’éminents penseurs et professeurs, dont Louis Ginzberg (auteur des Légendes des Juifs), l'historien Alexander Marx, Rabbi Israel Friedlander et Rabbi Mordecai Kaplan. En 1913, le mouvement juif conservateur américain fonde la United Synagogue of America qui deviendra plus tard la United Synagogue of Conservative Judaism. Le judaïsme conservateur connait alors une croissance rapide, devenant le plus grand de la dénomination juive américaine. Après la Seconde Guerre mondiale, le judaïsme conservateur américain continue à prospérer mais dans un rythme de croissance plus lent. Le judaïsme conservateur devient alors la plus grande dénomination en Amérique (Canada et États-Unis ensemble), avec 43 % des familles juives affiliées à une synagogue appartenant à des synagogues conservatrices (contre 35 % pour les réformistes, 16 % pour les orthodoxes et 6 % pour les reconstructionnistes).

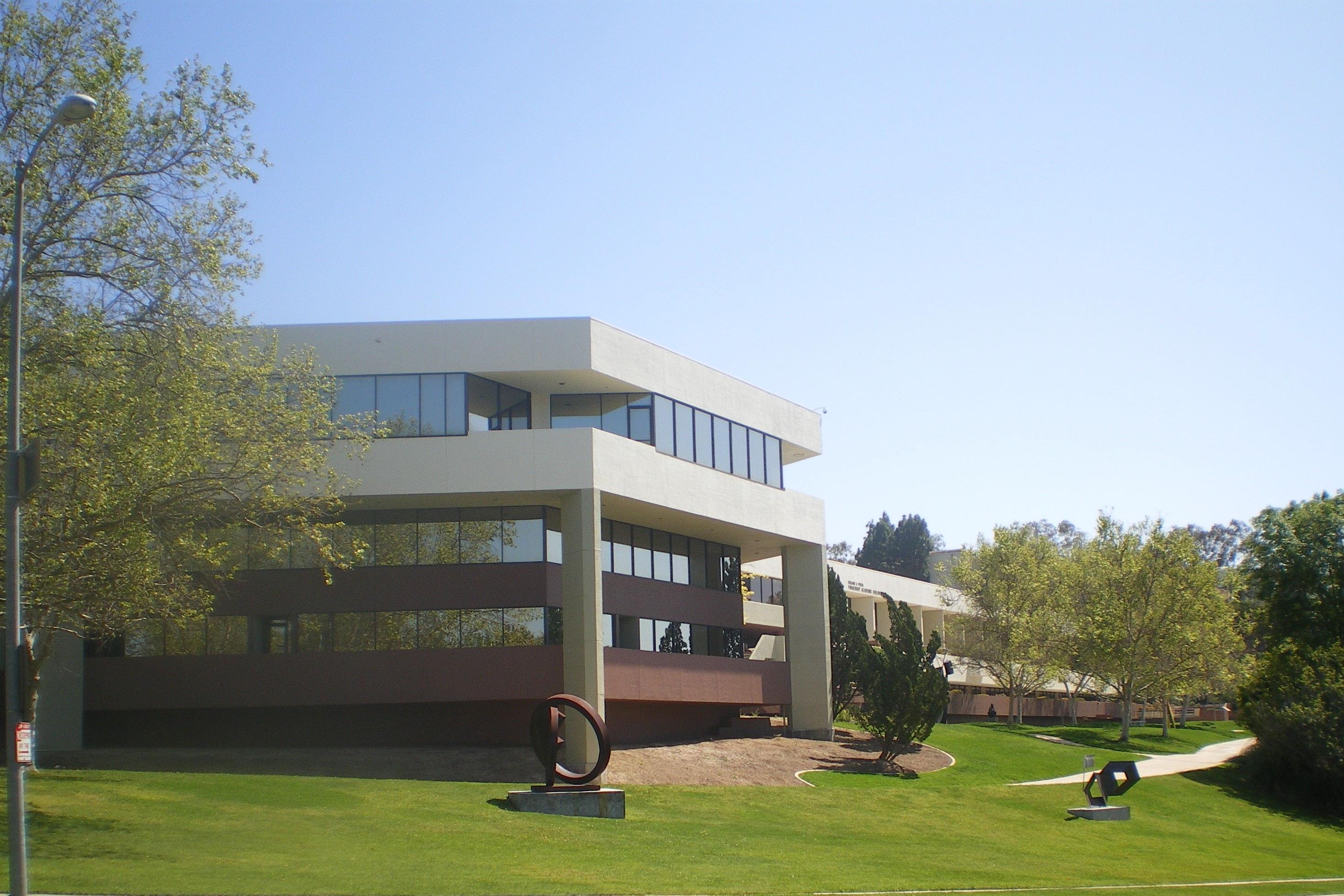
L'American Jewish University à Bel Air en Californie.

En 2000, le NJPS indique que seulement 32 % des juifs américains appartiennent à une synagogue conservatrice. Pour la première fois en près d'un siècle, le judaïsme conservateur Massorti n'est plus la plus grande dénomination aux États-Unis. Le mouvement a souffert de deux schismes : l'un par la scission du Collège Rabbinique reconstructionniste et l'autre par le départ de rabbins traditionalistes autour du rabbin David Weiss Halivni, un professeur du JTS qui fonde la Union for Traditional Judaism.
Dans les années 1990-2000, une nouvelle école rabbinique est formée à l'Université américaine juive (alors Université du judaïsme) dans Bel Air, en Californie. Fondée en 1996, l'Université américaine juive devient la première organisation juive à être établie sur la côte ouest. En 2001, tous ses diplômés sont officiellement admis comme membres de l'Assemblée rabbinique.

### En Grande-Bretagne
Le mouvement Massorti a établi une présence au Royaume-Uni beaucoup plus tard. La première communauté New London Synagogue est créée en 1964. Il y a maintenant[Quand ?] 14 congrégations Massorti en Grande-Bretagne. La plupart des rabbins Massorti sont formés au Leo Baeck College.

### En Israël
Les premières communautés Massorti en Israël sont créées en 1979 par des juifs américains. Le mouvement y a maintenant[Quand ?] quelque 50 congrégations, avec une adhésion d'environ 50 000 membres. De plus, le mouvement maintient un kibboutz, le kibboutz Hanaton, et un moshav, le moshav Shorashim. Le mouvement Massorti a créé de plus le Tsahal Garinim au sein de l'armée israélienne.
Le mouvement est très actif dans l'intégration des nouveaux olim. Le mouvement Massorti israélien est soutenu par la Fondation pour le judaïsme conservateur Massorti (Masorti Foundation for Conservative Judaism, une organisation américaine qui fournit des fonds aux programmes Massorti en Israël), car l'État d’Israël ne subventionne que les congrégations orthodoxes.